# 肝切除術
肝切除術（かんせつじょじゅつ、英: Hepatectomy）は、肝臓を切除する手術のこと。

## 歴史
1911年に米国のドイツ人外科医Walter Wendelが肝切除の報告がある。
1949年に小倉記念病院の本庄一夫（後に京都大学第一外科学教授）が肝細胞癌の症例に対する肝右葉切除を施行し報告した。
1952年にフランスのLortat Jacobが大腸癌の転移性肝癌に対し施行し報告された。

## 種類
- 肝右葉切除術（right hepatectomy）
- 肝左葉切除術（left hepatectomy）
- 肝亜区域切除術
- 肝尾状葉切除術

## 適応
- 肝細胞癌
- 転移性肝癌
- 胆管細胞癌